# オードリー亜谷香
オードリー 亜谷香（オードリー あやか、1989年9月25日 - ）は、日本のファッションモデル。アメリカ合衆国カリフォルニア州オレンジ郡出身。
ボン・イマージュを経てイデアに所属。

## 略歴
父親がアメリカ人で母親が日本人。弟が1人いる。
アメリカで行われた日本の事務所が主催するモデルオーディションに合格。19歳で来日しモデルとして活動を開始する。
2009年からファッション雑誌『JJ』の専属モデルとして活動。2017年12月号で同誌を卒業した。
2018年1月号からファッション雑誌『CLASSY.』のカバーモデルとして活動。2021年11月号で同誌を卒業した。卒業号では結婚に伴いアメリカに帰国することを発表した。

### 私生活
付き合って13年目の記念日である2022年6月8日に結婚式を挙げた。2024年3月に第1子女児、2025年7月に第2子女児を出産した。

## 出演

### 広告
- 2014年　サマンサタバサ イメージキャラクター
- 2013年　au「Draw X'mas」
- 2013年　L'EST ROSE イメージモデル
- 2013年　g.u.
- 2011年　アテニア化粧品 イメージキャラクター
- 2009年　ワコール Wing イメージキャラクター
- 2009年　サマンサタバサ Swing編
- 2009年　SONY サイバーショットCM
- 2013年　アンファミエ 通販カタログモデル

### CM
- L'EST ROSE
- サマンサタバサ
- SONYサイバーショット

### SHOW
- TOKYO RUNWAY
- 神戸コレクション
- 東京ガールズコレクション
- 静岡コレクション
- Girls Award
- Kiss supported by Girls Award
- FUKUOKA ASIA Collection
- Tsuruya Kumamoto Colors
- COACH JAPAN
- LUMINE 有楽町オープニングレセプションイベント
- KURAUDIA Wedding Dress Collection
- ANTEPRIMA Wedding Dress collection

他

### 雑誌
- JJ（2009年 - 2017年12月号、光文社）専属モデル
- CLASSY.（2016年10月号 - 2021年11月号）2018年1月号からカバーモデル
- Wedding
- MISS Wedding（世界文化社）
- THE WEDDING DRESS
- Hotel Wedding、Gainer
- Mgirl
- BLACK by moussy
- ネイルUP！
- ビッグコミックスピリッツ
- Regina PREMIUM
- Regina（ALBA）
- sweet
- 美人百科（2018年3月号 -）
- 25ans（2017年6月号 -）
- BAILA（2016年6月号 -）レギュラーモデル
- GINGER（2016年11月号 -）レギュラーモデル
- 美的（2017年6月号 -）